# Julie Gavras
Julie Gavras é uma cineasta francesa, de origem grega, filha do também cineasta Costa-Gavras. Após trabalhar como assistente de direção e dirigir alguns documentários, realizou em 2006 seu primeiro filme de ficção em longa-metragem, La faute à Fidel, lançado no Brasil em 2008 com o título A culpa é do Fidel.